# Staticobium staticis
Staticobium staticis är en insektsart. Staticobium staticis ingår i släktet Staticobium och familjen långrörsbladlöss. Inga underarter finns listade i Catalogue of Life.